# Muban
Un muban (letteralmente , in lingua thai, mu: หมู่ = gruppo, ban: บ้าน = abitazione, muban: หมู่บ้าน = gruppo di abitazioni, pronuncia: mùubàan), è la suddivisione minore nel sistema amministrativo territoriale della Thailandia. Può essere chiamato anche semplicemente ban e tradotto grossolanamente in italiano con i termini villaggio o borgata.
Con il termine ban (in lingua lao: ບ້ານ) viene definita la suddivisione amministrativa territoriale minore del Laos. Il significato è villaggio, come il muban thailandese.

## In Thailandia
Secondo l'ordinamento thailandese, la suddivisione amministrativa territoriale più grande è la provincia (in lingua thai จังหวัด, nel Sistema Generale Reale Thai di Trascrizione (RTGS) changwat). Ogni provincia si suddivide in distretti (in thai อำเภอ, nel (RTGS) amphoe), questi in sotto-distretti (in thai ตำบล, nel (RTGS) tambon) e questi, a loro volta, in muban. A tutto il 2008, il numero totale di muban nel paese era di 74.944. Il numero di muban per ogni tambon varia a seconda delle dimensioni e della popolazione dello stesso tambon.
Ogni muban è affidato ad un capovillaggio (thai: ผู้ใหญ่บ้าน, RTGS: Phu Yai Ban), che viene eletto dai cittadini ed ufficialmente nominato dal Ministero degli Interni. Il mandato dura cinque anni e può essere rinnovato. Il capovillaggio ha due assistenti principali, uno delegato agli affari amministrativi ed uno alla sicurezza. Due rappresentanti del muban fanno parte dell'Organizzazione Amministrativa del Tambon, un consiglio con a capo un presidente eletto (thai: นายตำบล, RTGS: Nai Tambon). Se invece il tambon ed il muban fanno parte di una municipalità (thai: เทศบาล, RTGS: thesaban), vengono governati direttamente dal consiglio comunale. In questo caso, i villaggi (muban) possono essere chiamati comunità (thai: ชุมชน, RTGS: chumchon)
Negli indirizzi delle abitazioni a fini postali, anche nelle città viene conservato il termine muban o ban per localizzare in che parte del distretto si trova l'abitazione, alla quale viene assegnato un numero (thai: บ้านเลขที่, RTGS: ban lek ti), che viene registrato negli uffici del distretto (amphoe) a nome del capofamiglia (thai: เจ้าบ้าน, RTGS: chow ban)

## In Laos
Secondo l'ordinamento laotiano, la suddivisione amministrativa territoriale più grande è la provincia (in lingua lao: ແຂວງ, traslitterato: khweng o più precisamente khwèeng). Ogni provincia si suddivide in distretti (in lao : ເມືອງ, trasl.: mueang) e questi in villaggi, i ban.